# Sobór katedralny Zmartwychwstania Chrystusa w Iwano-Frankiwsku

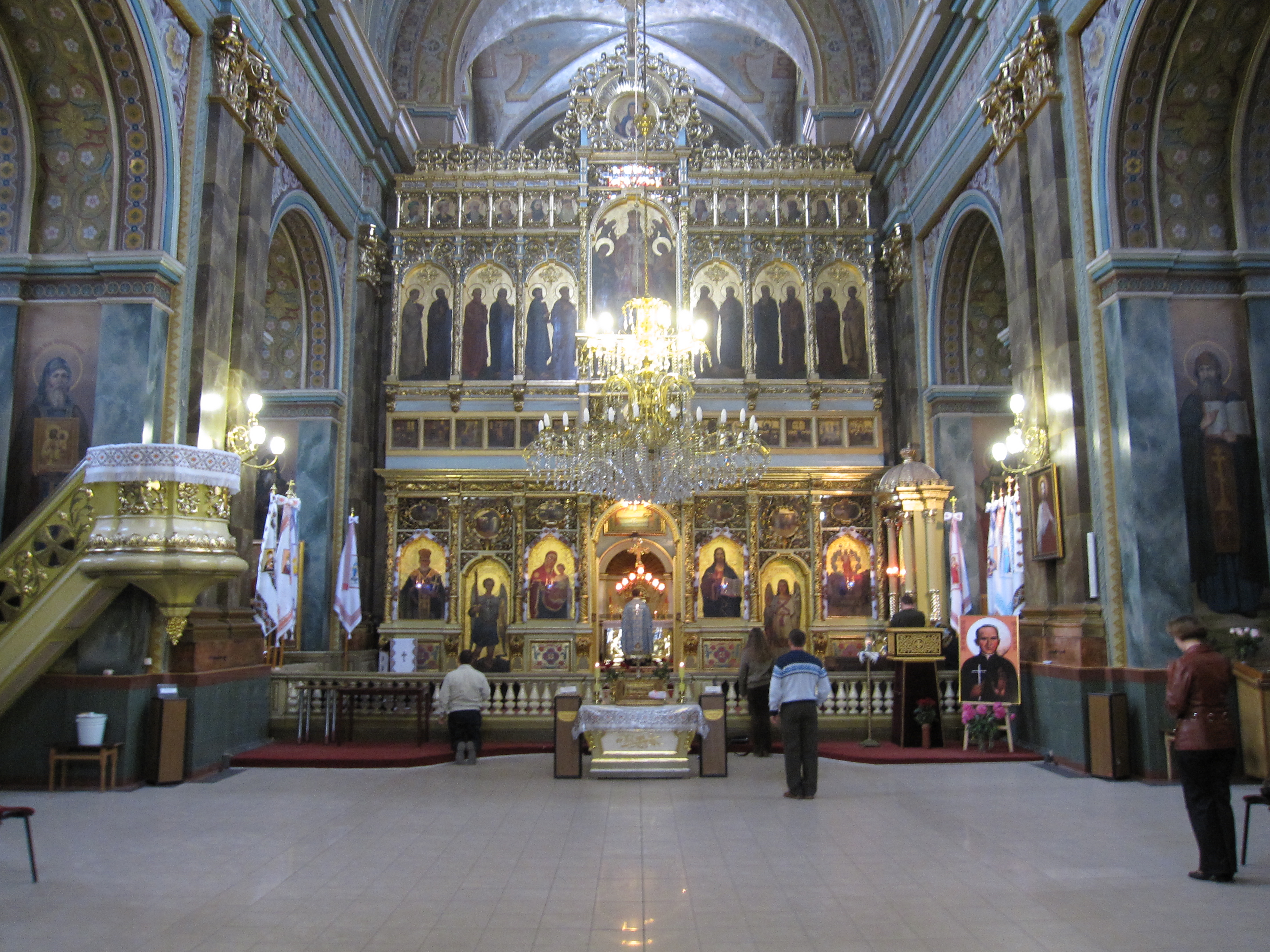

Sobór katedralny Zmartwychwstania Chrystusa (dawny kościół o. Jezuitów Niepokalanego Poczęcia Najświętszej Marii Panny) – zabytkowy kościół katedralny greckokatolickiej eparchii iwano-frankiwskiej (dawna eparchia stanisławowska).
Pierwotny kościół oo. Jezuitów wzniesiono w latach 1720–1729, został rozebrany w wyniku popełnionych błędów technicznych. Obecny, barokowy kościół wzniesiono w latach 1752–1761 przez dziedzica miasta, wojewodę poznańskiego i kijowskiego Stanisława Potockiego. 
Od 1885 greckokatolicka katedra (remont fasady namiesnictwo zarządziło w 1905, prace zostały przeprowadzone pod kierownictwem archikekta Felicjana Bajana). Do kościoła przylega budynek dawnego klasztoru.
Kościół barokowy, trójnawowy z dwuwieżową fasadą.

## Bibliografia

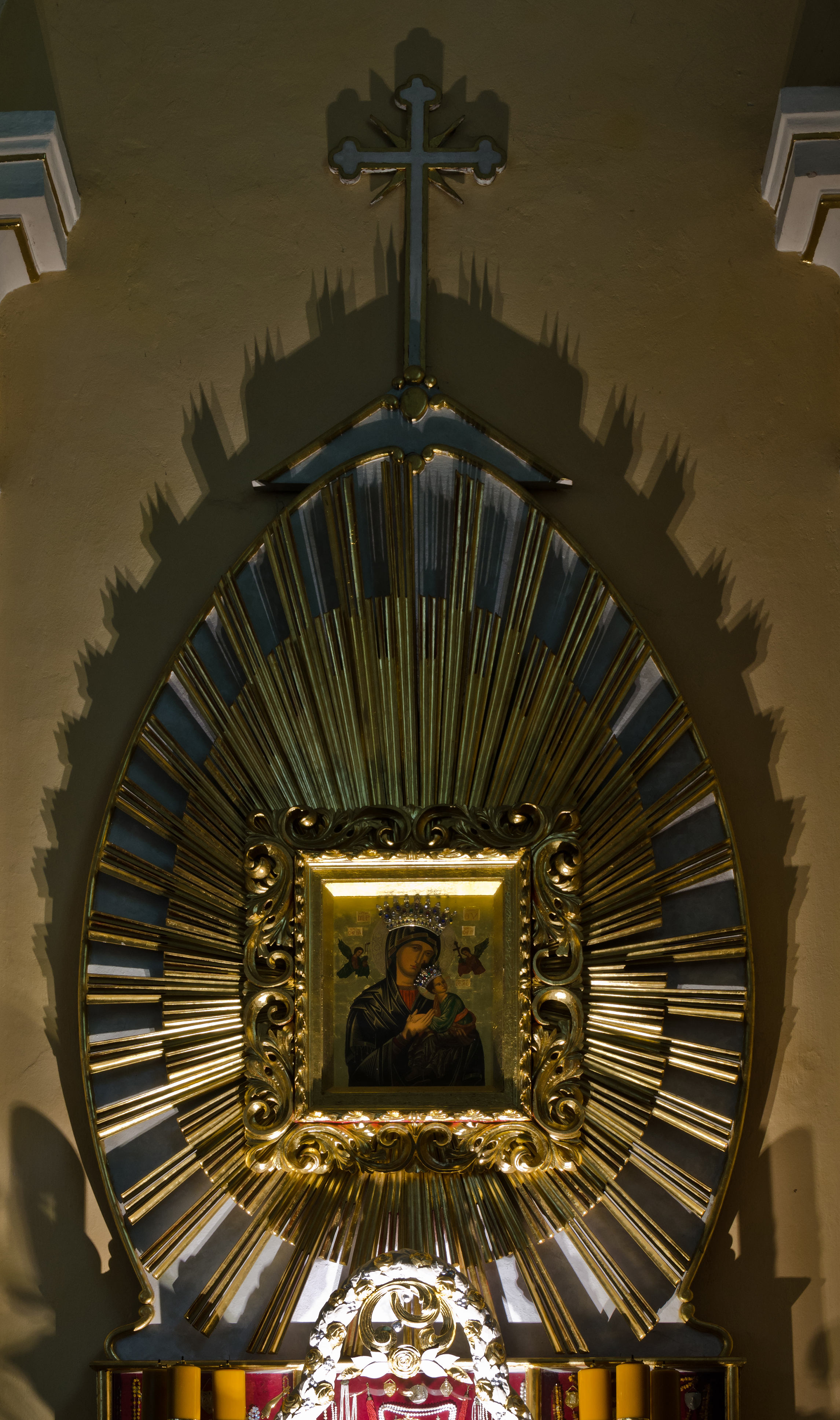
Obraz MB Nieustającej Pomocy, obecnie w kościele w Polanicy-Zdroju